# Afroedura africana
Espèce
Synonymes
- Oedura africana Boulenger, 1888

Afroedura africana est une espèce de geckos de la famille des Gekkonidae.

## Répartition
Cette espèce se rencontre en Namibie et en Afrique du Sud. 

## Description
Ce gecko est insectivore.

## Taxinomie
Les sous-espèces Afroedura africana namaquensis et Afroedura africana tirasensis ont été élevées au rang d'espèce par Jacobsen, Kuhn, Jackman et Bauer en 2014.

## Publication originale
- Boulenger, 1888 : On new or little known South African reptiles. Annals and Magazine of Natural History, sér. 6, vol. 2, p. 136-141 (texte intégral).